# John Frusciante
John Anthony Frusciante (IPA [fruːˈʃɑːnteɪ]) (ur. 5 marca 1970 w Nowym Jorku) – amerykański muzyk, gitarzysta, wokalista, autor tekstów i producent muzyczny. 
Najdłużej związany z Red Hot Chili Peppers, z którym nagrał i wydał siedem albumów studyjnych. W 1994 roku Frusciante rozpoczął karierę solową – pod własnym nazwiskiem wydał dziewięć albumów oraz dwa wraz z Joshem Klinghofferem i Joe Lally w ramach formacji Ataxia. Jego solowe nagrania są różnorodne gatunkowo – w jego albumach przewijają się style od rocka awangardowego przez ambient i muzykę z nurtami nowej fali po muzykę elektroniczną uzupełnianą o riffy gitarowe. Czerpiąc inspiracje od gitarzystów z różnych stylów muzycznych (często z jazzu i folku), Frusciante w swojej karierze położył nacisk na melodię i emocje. Muzyk preferuje nieskomplikowanie skonstruowane gitary (Gretsch White Falcon) i analogowe nagrywanie utworów, co prowadzi do zmniejszenia wyraźności nagrań i trudności w odsłuchu (Niandra Lades and Usually Just a T-Shirt i Smile from the Streets You Hold). Nagrywa we własnym studiu mieszczącym się w jego domu w Kalifornii.
Frusciante dołączył do Red Hot Chili Peppers w 1988 roku, w wieku 18 lat. Po roku wydał wraz z zespołem pierwszy album, Mother’s Milk. Następny album grupy – Blood Sugar Sex Magik stał się ważnym momentem w historii zespołu i dużym sukcesem komercyjnym. Frusciante został przytłoczony dużą popularnością jaka spadła na zespół i opuścił formację w 1992 roku. Stał się samotnikiem i uzależnił się od narkotyków: heroiny i kokainy. W tym czasie wydał dwa albumy: Niandra Lades and Usually Just a T-Shirt (1994) i Smile from the Streets You Hold (1997). W 1998 roku zakończył kurację odwykową i wrócił do Red Hot Chili Peppers, by nagrać z grupą album Californication, który okazał się największym sukcesem komercyjnym w historii zespołu. Przez kolejne dziesięć lat nagrał z grupą albumy By the Way (2002) i Stadium Arcadium (2006), jednak w 2009 opuścił formację, by poświęcić się karierze solowej. W 2019 roku po dziesięcioletniej przerwie od grania w Red Hot Chili Peppers, gitarzysta powrócił do zespołu, z którym w późniejszym czasie wydał kolejne dwa albumy – Unlimited Love (2022) oraz Return of the Dream Canteen (2022). Frusciante został dwukrotnie umieszczony na liście 100 najlepszych gitarzystów wszech czasów magazynu Rolling Stone, w 2003 roku (18. miejsce) i 2011 (72. miejsce).

## Życiorys

### Młodość
Frusciante urodził się w Queens, jednej z pięciu dzielnic Nowego Jorku. Jego ojciec John senior był pianistą wykształconym w nowojorskiej Juilliard School. Matka Gail była obiecującą wokalistką, ale przerwała karierę, by zostać w domu i zaopiekować się dziećmi. Frusciante ma dwie siostry przyrodnie ze strony matki i dwóch przyrodnich braci ze strony ojca. Rodzina Johna przeniosła się do Tucson w Arizonie, następnie na Florydę. Gdy sąd orzekł separację rodziców, Frusciante wraz z matką przeniósł się do Santa Monica w Kalifornii. Rodzice muzyka rozwiedli się, gdy Frusciante miał sześć lat.
Rok później przeprowadził się do Los Angeles wraz ze swoim ojczymem, który, jak powiedział Frusciante, „bardzo mnie wspierał i sprawił, że czułem się dobrze jako muzyk”. Podobnie jak większość młodzieży z tego miasta, bardzo związał się z lokalną sceną punkrockową. W wieku dziewięciu lat zafascynował się muzyką zespołu The Germs, zakupił kilkanaście kopii płyty (GI). W wieku dziesięciu lat nauczył się improwizować większość piosenek z albumu (GI) na słabo dostrojonej gitarze, co pozwoliło mu grać każdy akord za pomocą jednego palca. Niedługo później Frusciante za sprawą swojego nauczyciela gry na gitarze zainteresował się zespołem Red Hot Chili Peppers.
Starał się naśladować grę takich wirtuozów gitary jak: Jeff Beck, Jimmy Page i Jimi Hendrix (naukę rozpoczął w wieku jedenastu lat). Gdy opanował grę dźwięków bluesowych, odkrył twórczość Franka Zappy, którego muzyki uczył się godzinami. Zakończył edukację w wieku szesnastu lat, po zdaniu matury. Przy wsparciu rodziców zamieszkał samodzielnie w Los Angeles w celu rozwijania swojego talentu muzycznego. Zaczął studiować w Musicians Institute w Hollywood, jednak szybko rzucił lekcje, gdyż zdał sobie sprawę, że nie poświęca uwagi wskazówkom nauczycieli.

### 1988–1992: Red Hot Chili Peppers
Na pierwszy koncert Red Hot Chili Peppers Frusciante wybrał się w wieku piętnastu lat. Jego idolem stał się Hillel Slovak – Frusciante poznał wszystkie akordy i partie solowe Slovaka z pierwszych trzech albumów Red Hot Chili Peppers, zaznajomił się osobiście z gitarzystą – rozmawiali dwa razy po koncertach, na krótko przed śmiercią Slovaka w wyniku przedawkowania narkotyków. Slovak zadał Frusciantemu pytanie:

Czy nadal lubiłbyś Red Hot Chili Peppers, gdyby stali się tak popularni, że graliby na Kia Forum? (ang. Would you still like the Chilis if they got so popular they played the LA Forum?)

Frusciante odpowiedział:

Nie, nie lubiłbym. Zepsułoby to cały efekt, cały czar zespołu. Dobre jest to, że publiczność stojąc przy scenie, nie czuje się różna od zespołu (ang. No. It would ruin the whole thing. That’s great about the band, the audience feels no different from the band at all)

Frusciante napisał w pamiętniku wydanym na początku XXI wieku:

Klimat, który panował na ich koncertach stał się legendarny. Nie zwracałem uwagi na frustrację publiczności, gdy zespół skakał po całej scenie. Nigdy nie oglądałem ich koncertów. Zawsze czułem się tak podekscytowany, że od razu wariowałem i trwałem w tym przez całą długość koncertu. Zawsze na występie czułem się tak, jakbym był częścią zespołu. I wrażliwa część publiczności też to czuła. (ang. There was this real kind of historical vibe at their shows, none of the frustration that runs through the audience when they jump around and can’t get out of their seat. I didn’t even watch the shows. I’d get so excited that I’d flip around the slam pit the whole time. I really felt like a part of the band, and all the sensitive people in the audience did too)

Na początku 1988 roku Frusciante zaprzyjaźnił się z byłym perkusistą zespołu Dead Kennedys – D.H. Peligro. Improwizowali razem w kilku klubach. W czerwcu 1988 do współpracy został zaproszony basista Red Hot Chili Peppers, Flea. Frusciante i Flea szybko zostali przyjaciółmi i wspólnie rozwijali swój talent muzyczny. Flea później przyznał, że z Frusciantem po raz pierwszy wymyślili i zagrali akordy do piosenki „Nobody Weird Like Me” z albumu Mother’s Milk. W tym samym czasie muzyk zamierzał udać się na przesłuchanie do chórku Franka Zappy, jednak zarzucił ten pomysł tuż przed samą próbą, gdyż Zappa stanowczo zabronił zażywania narkotyków przez osoby należące do jego zespołu.
W wywiadzie Frusciante powiedział:

Zdałem sobie sprawę, że chcę zostać gwiazdą rocka, zażywać narkotyki i zdobywać dziewczyny. Nie mógłbym tego robić w zespole Franka Zappy (ang. I realized that I wanted to be a rock star, do drugs and get girls, and that I wouldn’t be able to do that if I was in Zappa’s band)

Slovak zmarł z powodu przedawkowania narkotyków w 1988 roku, a perkusista Red Hot Chili Peppers, Jack Irons, który nie był w stanie sobie poradzić ze śmiercią gitarzysty, opuścił zespół. Chcąc pozostać na rynku muzycznym, Flea i Anthony Kiedis rozpoczęli poszukiwania gitarzysty i perkusisty. Do zespołu dołączyli D.H. Peligro i DeWayne „Blackbyrd” McKnight. McKnight szybko opuścił zespół z powodu nieporozumień między nim a resztą zespołu. Wtedy Flea zaproponował przesłuchanie Frusciantego (Flea był zaskoczony jego znajomością całego repertuaru zespołu). Flea i Kiedis przesłuchali gitarzystę i jednogłośnie ogłosili go nowym gitarzystą grupy. Gdy Flea poinformował muzyka o jego przyjęciu, ten był podekscytowany – zaczął biegać dookoła swojego domu krzycząc, a następnie skoczył na ścianę zostawiając na niej ślad swoich butów. W tym czasie Frusciante był bliski podpisania kontraktu z zespołem Thelonious Monster (grał z tym zespołem przez dwa tygodnie), jednak zgoda na występy z Red Hot Chili Peppers spowodowała zmianę planów.
Kilka tygodni po przyjściu do zespołu Peligro został wydalony z grupy z powodu uzależnienia od narkotyków. Niedługo potem do zespołu dołączył nowy perkusista, Chad Smith. Grupa w nowym składzie zaczęła nagrywać materiał na album Mother’s Milk. W czasie nagrywania Frusciante skupił się na naśladowaniu stylu gry Slovaka, nie wprowadził swojego sposobu gry na gitarze. Producent albumu Michael Beinhorn sprzeciwił się takiemu stylowi i zmusił gitarzystę do grania muzyki o heavymetalowym brzmieniu, którego zdaniem producenta brakowało na trzech poprzednich albumach. Frusciante i Beinhorn przez długi czas walczyli o styl grania na gitarze i o ogólne brzmienie albumu. Wreszcie Frusciante ustąpił i koncepcja producenta zwyciężyła, gdyż jak powiedział Frusciante:

Ustąpiłem, gdyż miałem respekt dla Beinhorna. Znał on dużo lepiej studio nagrań ode mnie i, co najważniejsze, klimat tych nagrań. Taki klimat, by jak najwięcej kopii albumu się sprzedało. (ang. „I felt pressured by the producer’s considerably greater knowledge of the studio”)

Zespół Red Hot Chili Peppers porozumiał się z Rickiem Rubinem na początku lat 90. XX wieku i przy jego współpracy powstał album Blood Sugar Sex Magik. Rubin stwierdził, że album trzeba nagrać w ciszy i pełnym skupieniu, dlatego zaproponował niezamieszkaną willę w Hollywood Hills jako miejsce nagrywania materiału na nowy album, na co zespół się zgodził. Frusciante, Kiedis i Flea odizolowali się od otoczenia w willi na czas nagrywania. Frusciante i Flea spędzali większość czasu zażywając znaczne dawki marihuany. W tym czasie Frusciante rozpoczął współpracę z Flea i perkusistą zespołu Jane’s Addiction, Stephenem Perkinsem, nazywanym Trzy Ameby (ang. The Three Amoebas). Muzycy nagrali razem dziesięć do piętnastu godzin materiału, który nigdy nie został wydany.
Blood Sugar Sex Magik stał się hitem natychmiast po premierze, która miała miejsce 24 września 1991. Album uplasował się na trzecim miejscu listy przebojów magazynu Billboard i sprzedał się w nakładzie siedmiu milionów kopii w Stanach Zjednoczonych i dwunastu milionów kopii na całym świecie. Nieprzewidywany sukces komercyjny albumu sprawił, że muzycy Red Hot Chili Peppers stali się gwiazdami rocka. Frusciante był zaskoczony i zdegustowany tą sławą i z trudem próbował radzić sobie z popularnością. Krótko po wydaniu albumu muzyk zaczął żywić niechęć do popularności zespołu. Anthony Kiedis w jednym z wywiadów powiedział:

Wiele razy kłóciłem się z Johnem po koncertach. Twierdził, że zespół jest zbyt popularny. John mawiał: „Jesteśmy zbyt popularni. Nie chcę być na takim poziomie sukcesu. Byłbym dumny grając tę muzykę w klubach, tak jak wy jeszcze dwa lata temu”. Uważał, że zespół osiągnął popularność „za wysoko, za daleko, za szybko. Wszystko wydaje się dziać naraz i nie mogę sobie z tym poradzić”. (ang. „I and Frusciante used to get into heated discussions backstage after concerts: John would say, ‘We’re too popular. I don’t need to be at this level of success. I would just be proud to be playing this music in clubs like you guys were doing two years ago. He stated that the band’s rise to popularity was „too high, too far, too soon. Everything seemed to be happening at once and I just couldn’t cope with it”)”

Frusciante uważał, że przeznaczenie odsuwa go od zespołu. Gdy Red Hot Chili Peppers zaczął ogólnoświatową trasę koncertową promującą album Blood Sugar Sex Magik, Frusciante zaczął słyszeć w swojej głowie głosy nawołujące go do opuszczenia grupy: „nie zrobisz tego w czasie trasy, musisz odejść teraz” (ang. you won’t make it during the tour, you have to go now). Muzyk przyznał się, że w młodości czerpał przyjemność z hedonistycznego trybu życia, jednak:

W wieku dwudziestu lat zacząłem się w to wczuwać i robić to dobrze. Zacząłem na to patrzeć jak na inspirację, na ekspresję artystyczną, zamiast uważać to za sposób na dobre imprezowanie lub możliwość uprawiania seksu z tabunem dziewczyn. Żeby to wszystko zrównoważyć, musiałem stać się skromną antygwiazdą rocka (ang. ...by the age of twenty, I started doing it right and looking at it as an artistic expression instead of a way of partying and screwing a bunch of girls. To balance it out, I had to be extra-humble, extra-anti-rock star)

Frusciante nie zgodził się na udział w koncercie w Tokio (klub Tokyo’s Club Quattro) 7 maja 1992, informując swoich kolegów z zespołu o swoim odejściu z Red Hot Chili Peppers. Był przekonywany do pozostania w grupie, jednak odmówił i następnego ranka udał się do Kalifornii.

### 1992–1997: Uzależnienie od narkotyków
Frusciante zaczął intensywnie zażywać narkotyki w czasie trasy koncertowej promującej album Blood Sugar Sex Magik. W jednym z wywiadów powiedział: „Gdy zdałem sobie sprawę z tego, że Flea w trakcie każdego koncertu jest kompletnie upalony, również postanowiłem zostać jaraczem” (ang. When I found out that Flea was stoned out of his mind at every show, that inspired me to be a pothead). Oprócz marihuany Frusciante zażywał duże ilości heroiny; był uzależniony od obu środków. Po powrocie do Kalifornii latem 1992 wpadł w depresję; uważał, że jego życie jest skończone i że nie jest już w stanie pisać muzyki czy grać na gitarze. Przez krótki czas skupił się na malarstwie, wyprodukował cztery utwory muzyczne, które napisał w trakcie nagrywania albumu Red Hot Chili Peppers oraz napisał kilka nowel i scenariuszy filmowych. By poradzić sobie z postępującą depresją, Frusciante znacznie zwiększył przyjmowane dawki heroiny. Według muzyka, zażywanie heroiny w celu leczenia depresji było świadomą decyzją:

Byłem bardzo smutny i zawsze bardzo szczęśliwy, gdy byłem pod wpływem narkotyków. Z tego powodu powinienem był być odurzony cały czas. Nie miałem nigdy poczucia winy – zawsze byłem dumny z tego, że jestem uzależniony (ang. I was very sad, and I was always happy when I was on drugs; therefore, I should be on drugs all the time. I was never guilty–I was always really proud to be an addict)

Frusciante otwarcie przyznał, że jest uzależniony (ang. „junkie”), ale długi okres zażywania narkotyków spowodował zmiany jego osobowości – twierdził, że narkotyki są jedynym sposobem, by „być pewnym, że ma się kontakt z pięknem, zamiast pozwolić całej brzydocie świata, by złamała twoją duszę”.
Pierwszy solowy album Niandra Lades and Usually Just a T-Shirt wydał 8 marca 1994. Większość utworów została nagrana w willi artysty w Hollywood Hills (w czasie nagrywania większości z nich Frusciante znajdował się pod wpływem narkotyków). Efekt długotrwałego zażywania heroiny uwidocznił się w utworze „Your Pussy’s Glued to a Building on Fire”. Pierwsza połowa albumu Niandra Lades and Usually Just a T-Shirt została nagrana krótko po zakończeniu nagrań do albumu Blood Sugar Sex Magik; druga połowa została nagrana w końcowych miesiącach 1991 roku i na początku 1992, w czasie trasy koncertowej promującej album. „Running Away Into You” to jedyna piosenka nagrana po odejściu Frusciante z Red Hot Chili Peppers. Nagranie jest przykładem rocka awangardowego, którego głównym celem była ekspresja muzyka:

Napisałem ten utwór, gdyż miałem w głowie pewne ogromne miejsce – duchowe miejsce mówiące mi, co mam robić. Tak długo jak ulegam tym mocom, moja twórczość jest pełna znaczenia, jest sensowna. Mógłbym grać na gitarze, mógłbym powiedzieć, że gram coś beznadziejnego, jednak gdy jestem w tym miejscu, to wiem, że będzie to świetne. Nie ma to nic wspólnego ze mną jako z muzykiem (człowiekiem), z wyjątkiem sytuacji, kiedy nie jest to zrozumiałe (ang. I wrote [the record] because I was in a really big place in my head–it was a huge, spiritual place telling me what to do. As long as I’m obeying those forces, it’s always going to be meaningful. I could be playing guitar and I could say 'Play something that sucks,' and if I’m in that place, it’s gonna be great. And it has nothing to do with me, except in ways that can’t be understood)

Frusciante podkreślał, że album „ma się zapisać w historii jako spójny materiał. Nie jako zbiór pojedynczych piosenek”. Niandra Lades and Usually Just a T-Shirt został wydany za pośrednictwem wytwórni Ricka Rubina, American Recordings. Warner Music, wytwórnia zespołu Red Hot Chilli Peppers, była pierwotnie właścicielem praw do albumu (zgodnie z kontraktem podpisanym z Frusciantem w trakcie jego odejścia z zespołu), jednak z powodu problemów muzyka z narkotykami wytwórnia przekazała prawa Rubinowi i pozwoliła mu wydać album za pośrednictwem American Recordings.
Artykuł opublikowany przez gazetę „New Times LA” określił muzyka jako „szkielet pokryty chudą skórą”. Frusciante w kulminacyjnym momencie swojego uzależnienia niemal umarł w wyniku zakażenia krwi. Jego ramiona pokryły się bliznami w wyniku dożylnego przyjmowania heroiny i kokainy, pozostawiając ropnie. Muzyk spędził następne trzy lata, ukrywając się w swojej willi w Hollywood Hills, której ściany były odrapane i pokryte graffiti. W tym czasie przyjaciele muzyka, Johnny Depp i Gibby Haynes nakręcili nigdy niewydany dokument pt. Stuff opisujący nędzę, w jakiej przebywał Frusciante. Ostatecznie dom uległ zniszczeniu w trakcie pożaru, który strawił także kolekcję gitar, kilka niewydanych utworów nagranych na taśmę oraz spowodował kilka poważnych ran Frusciantego. Swój drugi solowy album, Smile from the Streets You Hold, Frusciante wydał w 1997 roku. Uzyskane środki miały być przeznaczone na narkotyki. Pierwszy utwór z płyty, „Enter a Uh”, wyróżniał się zagadkowym tekstem i histerycznymi wrzaskami. Muzyk wiele razy kaszlał w trakcie nagrania, co świadczyło o jego stale pogarszającym się stanie zdrowia. Album został wycofany z rynku w 1999 roku. Pomimo bardzo kontrowersyjnych motywów wydania albumu, muzyk zapowiedział jego wznowienie.

### 1997–2002: Kuracja odwykowa i powrót do Red Hot Chili Peppers
Pod koniec 1997 roku Frusciante zaprzestał zażywania heroiny metodą zwaną cold turkey. Pomimo tego nie mógł sobie poradzić z uzależnieniem od sproszkowanej kokainy (ang. crack cocaine) i alkoholizmem. W styczniu 1998, po namowach przyjaciela Boba Forresta, udał się do kliniki Las Encinas w Pasadenie na kurację odwykową. W klinice zdiagnozowano u niego śmiertelną infekcję ust, która mogła być zwalczona (lub przynajmniej opóźniona w rozwoju) poprzez usunięcie wszystkich zębów i zastąpienie ich protezami. Przeszczepiono mu również skórę na ramionach, by blizny i ropnie były niewidoczne. Miesiąc później Frusciante zakończył kurację i opuścił szpital.
Po rzuceniu narkotyków Frusciante zaczął prowadzić bardziej uduchowione, wręcz ascetyczne życie. Zmienił sposób odżywiania, stał się bardziej świadomy swojego stanu zdrowia, zaczął spożywać jedynie nieprzetworzone chemicznie posiłki. Zaczął praktykę jogi i vipassany, odkrył, jaki wpływ na jego zdrowie ma samodyscyplina. By skupić się na muzyce, stał się abstynentem seksualnym, twierdząc „dobrze mi z tym” (ang. I’m very well without it). Te życiowe decyzje pozwoliły mu zmienić nastawienie do narkotyków:

Nie czuję potrzeby zażywania narkotyków. Czuję się bardzo dobrze cały czas, tak jak czuje się osoba, która poświęciła się w życiu czemuś, co naprawdę kocha. Nie tęsknię za nimi, nie uznaję ich – są kompletnie bezsensowne. Znajduje się pomiędzy moim dążeniem do bycia coraz lepszym muzykiem i moim stylem życia – jedzeniem zdrowych posiłków i praktykowaniem jogi. I czuję się dużo lepszym człowiekiem, niż się czułem, gdy byłem pod wpływem narkotyków.
Czuję się jak najszczęśliwszy człowiek na świecie. Te wszystkie rzeczy nie psują mnie i jestem z tego dumny – nie wiecie jak dumny jestem z siebie. Wspaniałą rzeczą jest wychodzić do życia, do świata, przeciwstawiać się mu i jednocześnie doskonalić samego siebie – jest to dużo lepsze niż chowanie się za narkotykami, dużo lepsze od szerzenia gniewu i złości w stosunku do ludzi, którzy cię kochają. Są ludzie, którzy boją się tego, że tracą towar (narkotyki), jednak nie ma nic gorszego niż strata własnego siebie.
(ang. I don’t need to take drugs. I feel so much more high all the time right now because of the type of momentum that a person can get going when you really dedicate yourself to something that you really love. I don’t even consider doing them, they’re completely silly. Between my dedication to trying to constantly be a better musician and eating my health foods and doing yoga, I feel so much more high than I did for the last few years of doing drugs.
At this point I’m the happiest person in the world. These things do not fuck with me at all, and I’m so proud of that–you don’t know how proud I am. It’s such a beautiful thing to be able to face life, to face yourself, without hiding behind drugs; without having to have anger towards people who love you. There are people who are scared of losing stuff, but you don’t lose anything for any other reason than if you just give up on yourself)

Pomimo ciężkiego uzależnienia, Frusciante nie uważa tego fragmentu swojego życia za „czarny okres”. Uważa, że był to czas odrodzenia, w którym odnalazł siebie i oczyścił swój umysł. Muzyk zaprzestał praktykowania jogi, gdyż wywierało to negatywny wpływ na jego kręgosłup, jednak stara się medytować codziennie.
Na początku 1998 roku z Red Hot Chili Peppers odszedł gitarzysta Dave Navarro i zespołowi groziło rozwiązanie. Flea powiedział Kiedisowi, że „jedyna droga do podtrzymania zespołu to sprowadzenie Johna jeszcze raz (ang. the only way I could imagine carrying on [with the Red Hot Chili Peppers] is if we got John back in the band). Jako że Frusciante był wolny od uzależnienia, Kiedis i Flea uznali za stosowne, by ponownie zaprosić go do zespołu. Gdy Flea odwiedził muzyka w jego domu i zaprosił go do zespołu, Frusciante zaczął płakać i powiedział „nic na świecie nie uszczęśliwiłoby mnie bardziej”. W powiększonym składzie zespół zaczął nagrania do albumu  Californication, który został wydany w 1999 roku. Powrót Frusciante przywrócił zespołowi dawne brzmienie. Jego głębokie oddanie muzyce miało znaczący wpływ na styl nagrań do albumu. Frusciante często mówił, że praca nad Californication była najlepiej zorganizowana w całej historii zespołu i najbardziej przypadła mu do gustu.
Podczas ogólnoświatowej trasy koncertowej promującej album Californication Frusciante kontynuował pisanie własnych utworów, z których większość znalazła się na trzecim solowym albumie muzyka, To Record Only Water for Ten Days. Album ten nie jest już tak wyraźnym przykładem rocka awangardowego i strumienia świadomości w muzyce jak Niandra Lades and Usually Just a T-Shirt i Smile from the Streets You Hold. Teksty piosenek były jednak nadal zagadkowe, a jakość nagrania była obniżona. Proces pisania piosenek i produkcji był sprawniejszy niż na poprzednich dwóch solowych albumach artysty. Album odchodzi od rocka alternatywnego, jaki Frusciante komponował na potrzeby płyty Californication, przybliżając się do muzyki elektronicznej i elementów nowej fali. Zamiast skupić się na grze gitarowej, Frusciante położył nacisk na dźwięk syntezatora, co jest charakterystyczną cechą albumu.
W 2001 roku Frusciante wraz z Red Hot Chili Peppers rozpoczął nagrania do albumu By the Way. Wyznał, że okres nagrań był najszczęśliwszym okresem w jego życiu, że album dał mu szansę na „pisanie coraz lepszych piosenek”. W tym czasie skomponował większość utworów, które znalazły się na albumie Shadows Collide With People i na soundtracku do filmu The Brown Bunny. Jego cel, którym było doskonalenie umiejętności gry na gitarze, był stopniowo osiągany przez naśladowanie takich gitarzystów jak: Andy Partridge, Johnny Marr i John McGeoch. Zadeklarował, że będzie wzorował się na każdym gitarzyście, który „używa dobrych strun i gra dobre akordy”. Album uwidocznił wkład Frusciante w ugruntowanie mentalności zespołu, nagranie przedstawiło Red Hot Chili Peppers jako spójną grupę muzyków. By the Way został wydany w Stanach Zjednoczonych 9 lipca 2002.

### 2002–2007: Nagrania w 2004 roku i Stadium Arcadium

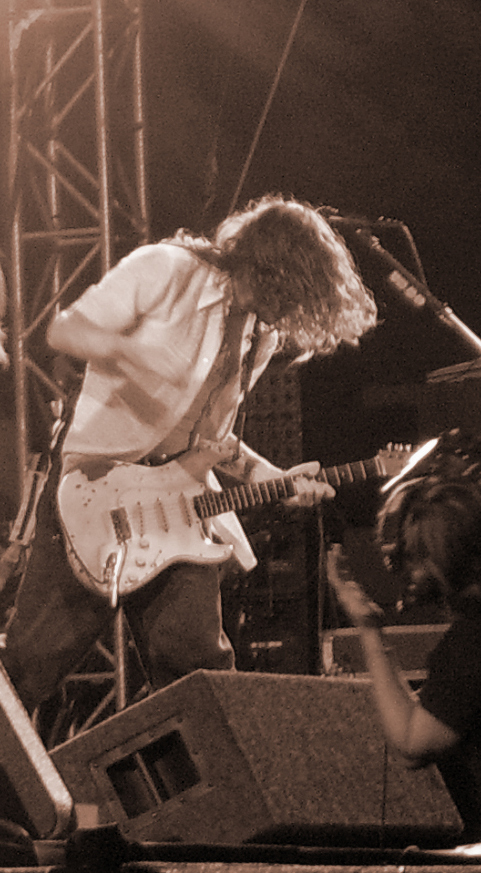
Frusciante na Madejski Stadium w Reading w lipcu 2006

Frusciante napisał i nagrał kilkadziesiąt piosenek w trakcie i po zakończeniu trasy koncertowej promującej By the Way. W lutym 2004 założył wraz z Joe Lally z zespołu Fugazi i Joshem Klinghofferem zespół Ataxia. Grupę rozwiązano po dwóch tygodniach, w czasie których nagrano ok. 90 minut materiału. Po dwóch dniach pracy w studiu nagraniowym, zespół zagrał dwa koncerty w klubie Knitting Factory w Hollywood oraz spędził jeszcze dwa dni w studiu przed rozwiązaniem formacji. Pod koniec roku pięć napisanych piosenek pojawiło się na soundtracku do filmu The Brown Bunny.
Czwarty solowy album studyjny pt. Shadows Collide With People Frusciante wydał 24 lutego 2004. W nagraniu albumu gościnnie wzięli udział przyjaciele muzyka: Klinghoffer, Smith i Flea. Frusciante zapowiedział wydanie sześciu nagrań w ciągu sześciu miesięcy: The Will to Death, Automatic Writing (w ramach formacji Ataxia), DC EP, Inside of Emptiness, A Sphere in the Heart of Silence i Curtains. Album Curtains przyniósł muzykowi jedyny teledysk w 2004 roku – „The Past Recedes”. Gitarzysta chciał wyprodukować te nagrania szybko i niedrogo, posługując się taśmą analogową, jednocześnie unikając profesjonalnych studiów nagraniowych i komputerowego modulowania głosu i brzmienia instrumentów.
Na początku 2005 roku Red Hot Chili Peppers zaczął prace nad piątym albumem Frusciantego wydanym razem z zespołem – Stadium Arcadium. Na albumie dominuje gra gitarowa Frusciantego, który dodał dodatkową linię wokalną i chórki do większości utworów. Ten zwolennik zasady „mniej znaczy więcej”, jeśli chodzi o styl gry na gitarze, zaczął używać dwudziestoczterościeżkowego mixera w celu przedstawienia swojego całego talentu muzycznego. Frusciante na albumie łączy szeroki układ dźwięków i stylów, począwszy od brzmienia funkowego (obecnego na Blood Sugar Sex Magik), a kończąc na melodyjnym (By the Way). Frusciante zmienił spojrzenie na swoją grę na gitarze, zaczął wysuwać na pierwszy plan solówki. Kilka recenzji albumu zaakcentowało fakt wpływu gry Jimiego Hendriksa na grę solową gitarzysty. Muzyk rozszerzył używanie skomplikowanych efektów i riffów gitarowych na Stadium Arcadium oraz zaczął używać innych instrumentów, takich jak syntezator i melotron. Kontynuował współpracę z Rickiem Rubinem, który skupił się na ulepszaniu gitar muzyka i zmienianiu harmonii. Frusciante zaczął używać każdego instrumentu, jaki miał na wyposażeniu.
Wtedy również rozpoczął współpracę z zespołem The Mars Volta, którego liderem jest Omar Rodríguez-López. Frusciante dodał linie wokalne i zagrał na gitarze muzykę do albumu De-Loused in the Comatorium. Zagrał również na gitarze muzykę do albumu Frances the Mute. W 2006 roku pomagał zespołowi przy wydaniu albumu Amputechture – zagrał siedem z ośmiu utworów, jakie znalazły się na płycie. W zamian Rodríguez-López nagrał muzykę do kilku albumów solowych Frusciante oraz Stadium Arcadium

### Od 2007: Zawieszenie działalności Red Hot Chili Peppers,The Empyrean,Trickfinger i działalność producencka
Po wydaniu przez grupę Ataxia drugiego albumu studyjnego (AW II) 29 maja 2007, Frusciante tymczasowo zawiesił działalność solową. Po zakończeniu trasy koncertowej promującej album Stadium Arcadium zespół podjął decyzję o zawieszeniu działalności na czas nieokreślony. Wiadomość tę oficjalnie potwierdził Anthony Kiedis na początku 2008 roku, za powód podając ciągłe zmęczenie od czasu wydania albumu Californication. W czasie tego okresu gitarzysta ostatecznie opuścił zespół, oficjalnie jednak potwierdził ten fakt w grudniu 2009.
Frusciante wydał swój dziesiąty solowy album studyjny pt. The Empyrean 20 stycznia 2009 za pośrednictwem Record Collection. Jego nowy album (będący albumem koncepcyjnym) był produkowany z przerwami od grudnia 2006 roku do marca 2008. Na albumie wystąpili przyjaciele muzyka: Flea, Josh Klinghoffer i Johnny Marr. Ponadto na nagraniu wystąpili gościnnie Sonus Quartet i New Dimension Singers. Frusciante tuż po zakończeniu nagrań do albumu powiedział w jednym z wywiadów:

Jestem szczęśliwy i zadowolony z tego, że nagraliśmy ten album. Wiele razy słuchałem go, by wyłapać psychodeliczne uczucia i przeżycia, jakie daje. Piosenki z albumu były grane najgłośniej jak się tylko da. Album znajdzie zastosowanie w ciemnych pokojach gościnnych w nocy (ang. I’m really happy with [the record] and I’ve listened to it a lot for the psychedelic experience it provides. The album was played as loud as possible and it is suited to dark living rooms late at night)

W kolejnych latach Frusciante skupił się m.in. na nagrywaniu albumów i EP, w których dominowała przede wszystkim muzyka stworzona za pomocą syntezatorów. Oprócz nagrań pod własnym nazwiskiem (Letur-Lefr, PBX Funicular Intaglio Zone, Outsides EP, Enclosure, Foregrow EP) wydał także dwa albumy w gatunku Acid House pod pseudonimem Trickfinger. Zostały one nagrane zimą 2007 roku, ale ujrzały światło dzienne w 2015 i 2017 roku. Był także producentem trzech albumów hiphopowej grupy Black Knights – Medieval Chamber (2014), The Almighty (2015) i Excalibur (2017).

### 2019: Drugi powrót do Red Hot Chili Peppers
W grudniu 2019 roku grupa Red Hot Chili Peppers ogłosiła na oficjalnym profilu w serwisie Instagram, że gitarzysta Josh Klinghoffer grający w zespole od 2009 roku opuszcza formację, a jego miejsce zajmuje John Frusciante, który po dziesięciu latach postanowił powrócić do Red Hot Chili Peppers.

## Styl w muzyce
Gdy w grze na gitarze intelekt przeważa nad duchowością, nie dociera się na najwyższe szczyty (ang. When the intellectual part of guitar playing overrides the spiritual, you don’t get to extreme heights)

– John Frusciante, „Rolling Stone”, luty 2007

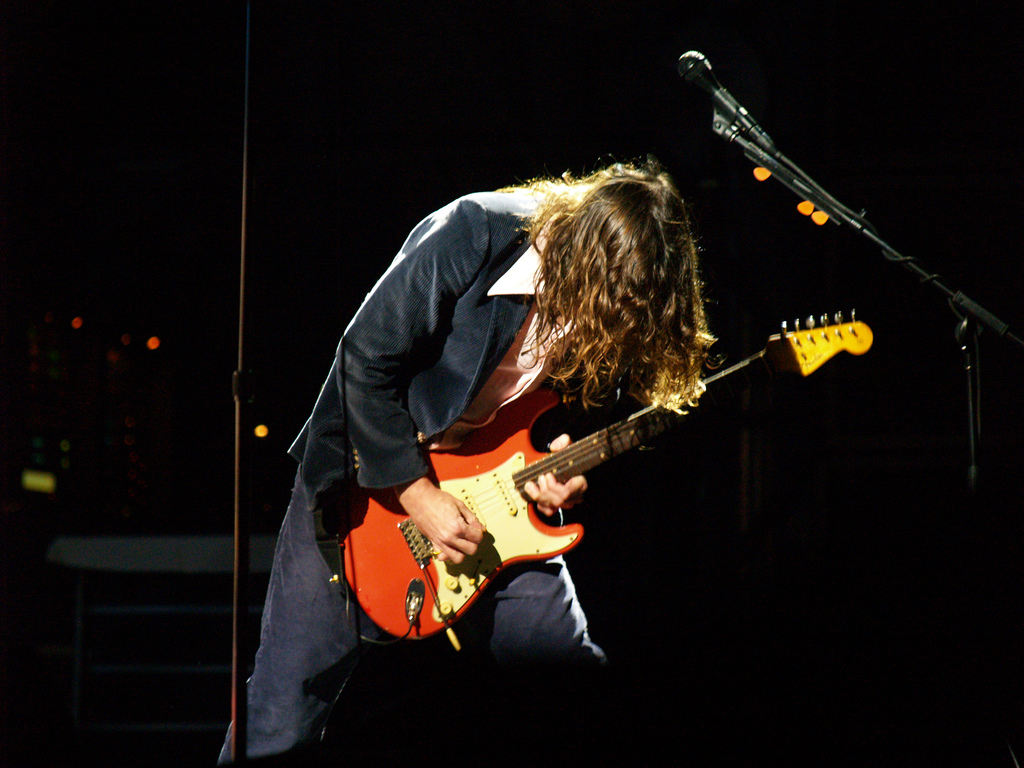
Frusciante wraz z zespołem Red Hot Chili Peppers podczas koncertu na festiwalu Voodoo Experience w Nowym Orleanie w 2006 roku

Na przestrzeni lat styl gry Frusciantego rozwijał się i znacząco zmieniał. Mimo że już wcześniej był ceniony za swoją grę na gitarze, dopiero po wydaniu „Stadium Arcadium” zyskał pełne uznanie i status jednego z najlepszych gitarzystów na świecie. Opinię tę zawdzięcza swojej umiejętności koncentracji na grze (twierdzi, że wybrał podejście do muzyki oparte na wzorach, jakie dawały skomplikowane nagrania Jimiego Hendriksa i Eddiego Van Halena). Na swoich pierwszych nagraniach większość materiału skupiał wokół punka i dźwięków nowej fali. Używa wielu podobnych do siebie klasycznych modeli gitar nierzadko o zbliżonym dźwięku. Wszystkie jego gitary, nagrania, trasy koncertowe są inspirowane muzyką sprzed roku 1970. Często do każdego utworu Frusciante używa innej gitary, w zależności od uznania, która gitara jest właściwa brzmieniowo do zagrania danej piosenki. Wszystkie gitary, jakie miał przed odejściem z grupy, uległy spaleniu w pożarze jego domu w 1996 roku. Pierwszą gitarą, jaką nabył po powrocie do Red Hot Chili Peppers był czerwony Fender Jaguar z 1967 roku. Najczęściej używany przez niego instrument to Fender Stratocaster wyprodukowany w 1962 roku. Grał na nim podczas nagrań wszystkich albumów po powrocie do zespołu oraz na trasach koncertowych. Najbardziej ceniony i najefektowniejszy instrument z kolekcji to Gretsch White Falcon z 1957 roku, na którym Frusciante zagrał na dwóch koncertach podczas trasy koncertowej promującej album „By the Way”. Po zakończeniu trasy wycofał ten instrument ze swojego zestawu, gdyż stwierdził, że nie było dla niego miejsca. Większość muzyki akustycznej Frusciante komponuje za pomocą gitary Martin 0-15 wyprodukowanej w latach 50. XX wieku.
Frusciante używał wielu rodzajów śpiewu na swoich solowych albumach, od rozpaczliwych pisków (Niandra Lades and Usually Just a T-Shirt i Smile from the Streets You Hold) do bardziej typowego, spokojnego śpiewu na kolejnych albumach. Na albumach Red Hot Chili Peppers Frusciante dodaje wokal wspierający w stylu falsetowym, który opanował w trakcie nagrań do Blood Sugar Sex Magik. Lubił rolę wokalisty wspierającego w zespole; opisał te swoje działania jako „prawdziwą formę artystyczną, prawdziwy artyzm”. Pomimo swojego oddania i zaangażowania w sprawy zespołu, muzyk twierdzi, że jego materiał solowy i wkład w rozwój grupy to dwie różne sprawy. Gdy gitarzysta powrócił w 1999 roku do Red Hot Chili Peppers, Kiedis chciał nagrać „Living in Hell”, utwór, który Frusciante napisał na początku lat 90. Muzyk nie zgodził się na tę propozycję, argumentując swoją decyzję tym, że jego solowa twórczość może wejść w konflikt z jego rolą w zespole.

### Technika gry
Muzyka Frusciantego opiera się na melodii i emocji, a nie na wirtuozerii. Choć zauważalne są pewne wpływy zaawansowanych technik gry na gitarze, muzyk twierdzi, że stara się „marginalizować to, na ile to tylko możliwe”. Uważa, że gitarowa wirtuozeria nie ewoluowała od lat 60. XX wieku i uznaje ówczesnych gitarzystów za niezwyciężonych fachowców. Gdy dorastał (lata 80.), wielu gitarzystów głównego nurtu skupiało się na szybkości grania. Twierdzi, że z tego powodu wielu niechętnych nowym trendom gitarzystów punkowych nie zostało zauważonych. Zaczął podkreślać w swoich kompozycjach technikę gry takich wirtuozów jak: Matthew Ashman (Bow Wow Wow) i Bernard Sumner (Joy Division). Uważa, że ich talent i styl gry nie zostały w pełni rozwinięte, bo nie zostali zauważeni. Frusciante zaczął uczyć się od tych muzyków trudnych akordów, starając się zyskać jak najwięcej z obserwacji ich techniki. Największe gitarowe autorytety według Frusciantego to Randy Rhoads i Steve Vai, jednak w tym przypadku muzyk powstrzymał chęć naśladowania ich gry.

Wielu ludzi myśli, że grając coraz szybciej i szybciej i wymyślając nowe techniki mogą się rozwijać. Jednak dopiero wtedy zdają sobie sprawę z tego, że pod względem emocjonalnym nie posunęli się nawet o krok do przodu. Nie przekazują swoim słuchaczom nic i są nadal tam, gdzie Hendrix był trzydzieści lat temu. Coś takiego przeżył Vai w latach 80. (ang. People believe that by playing faster and creating new playing techniques you can progress forward, but then they realize that emotionally they don’t progress at all. They transmit nothing to the people listening and they stay at where Hendrix was three decades ago. Something like that happened to Vai in the 80s)

Podążając za zasadą, że używanie wyłącznie czystych dźwięków jest złe i psuje brzmienie, Frusciante stworzył swój własny rodzaj nieczystego dźwięku (fałszu), który nazywa „grimy sound”. W rezultacie zauważył, że nieczyste dźwięki pozwalają mu „znęcać się nad gitarą” i dodawać przestery (ang. distortion) do partii solowych. Muzyk stara się złamać „jak najwięcej zasad w grze na gitarze” w celu poszerzania swoich muzycznych horyzontów. Uważa, że wielu współczesnym gitarzystom brakuje oryginalności i że „bez ryzyka przestrzegają wszystkich zasad”.

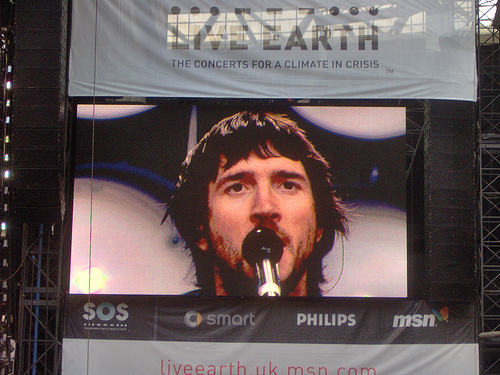
Frusciante na telebimie podczas koncertu Red Hot Chili Peppers na Stadionie Wembley w lipcu 2007

Na przestrzeni lat zmieniał się jego styl komponowania albumów. Na wczesnych nagraniach Frusciantego dominują niedoskonałości w jakości dźwięku, gitarzysta zwraca jednak uwagę na to, że „jeszcze nawet na To Record Only Water for Ten Days można znaleźć skrzeczący śpiew i stale wypadające z rytmu gitary”. Na kolejnych albumach, np. na Shadows Collide With People, jego teksty stały się bardziej ascetyczne, wyważone: „Chciałem, żeby wszystko było perfekcyjnie dopracowane – żadnych fałszów, żadnego wypadania z rytmu czy innych takich” (ang. I just wanted everything to be perfect – I didn’t want anything off pitch, or off time, or any unintentional this or that). Frusciante uważa, że proces pisania piosenek to postępujący rozwój, jednak nie wymusza go na sobie: „Jeśli jakaś piosenka chce do mnie przyjść, jestem gotów ją przyjąć. Ale nie pracuję nad nią.”. Większość jego solowego materiału była początkowo grana na akustycznej lub na elektrycznej gitarze bez wzmacniacza. Frusciante kultywuje atmosferę sprzyjającą pisaniu utworów poprzez bezustanne słuchanie muzyki innych twórców oraz uleganie ich wpływom. Muzyk woli nagrywać albumy na taśmach analogowych i na innym niezaawansowanym technicznie sprzęcie. Preferencja ta wynika z jego przekonania, że używanie starszego sprzętu może wspomóc szybkość nagrywania materiału i że nowoczesny sposób nagrywania albumów (sprzęt komputerowy itp.) daje jedynie iluzję prawdziwej skuteczności. Frusciante zawsze próbuje poprawiać wydajność nagrywania albumów tak jak to tylko możliwe, ponieważ uważa, że „muzyka staje się żywa wtedy, gdy tworzysz ją szybko”. Lubi wyzwania, kiedy musi nagrać piosenkę w zaledwie kilku próbach. Ponadto uważa, że kiedy muzycy nie mogą wytrzymać presji szybkiego nagrania utworu, często wpadają we frustrację.

### Wpływ, inspiracje

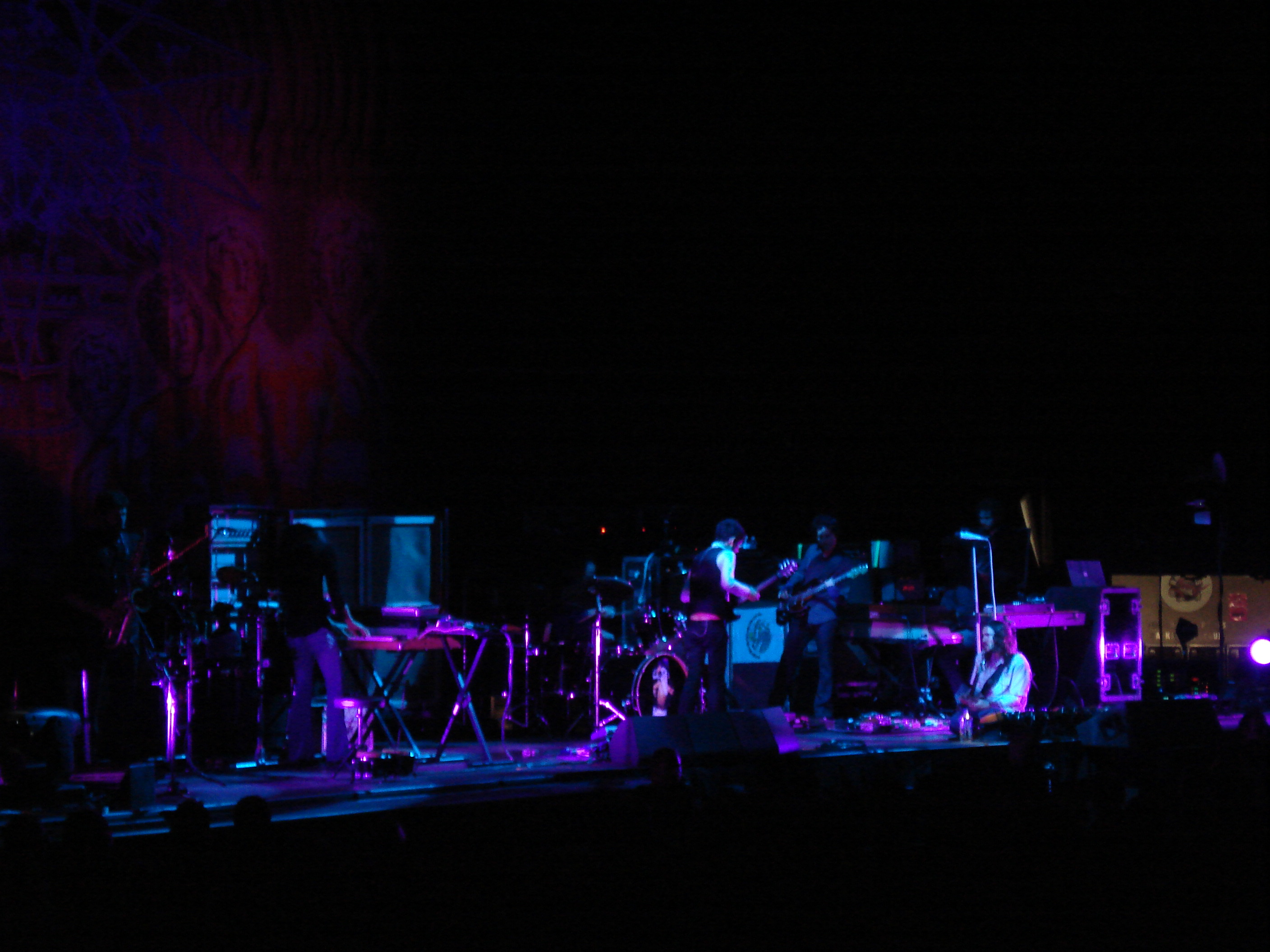
Frusciante (z prawej) z zespołem The Mars Volta

Pomimo tego, że największy wpływ na Frusciantego bezspornie wywarł Hendrix, muzyk wzorował się na artystach takich jak: Captain Beefheart, The Residents, The Velvet Underground, Neu! i Kraftwerk. Uważa, że jego chęć uczenia się gry na gitarze była spowodowana fascynacją takimi muzykami jak: Greg Ginn, Pat Smear i Joe Strummer. W czasach młodzieńczych swoją uwagę skupił na Hendriksie i Led Zeppelin oraz na takich formacjach jak: Public Image Ltd, Siouxsie and the Banshees i The Smiths. W trakcie nagrań do Blood Sugar Sex Magik zainspirował się muzyką Leadbelly i Roberta Johnsona. Do albumów Californication i By the Way Frusciante technikę tworzenia tonalnej tekstury utworów czerpał z wielu rodzajów akordów autorstwa takich artystów jak: Vini Reilly (The Durutti Column) i zespołów Fugazi i The Cure. Pierwotnie zamierzał skomponować By the Way na wzór „punkowych, szorstkich piosenek”, czerpiąc inspiracje od takich muzyków jak The Germs i The Damned. Zamiar ten został jednak odrzucony przez producenta Ricka Rubina i zamiast tego Frusciante zdecydował się zbudować melodyczny podkład do piosenki „Californication”. W czasie nagrywania Stadium Arcadium Frusciante odszedł od swojego zainteresowania nową falą i skoncentrował się na naśladowaniu takich gitarzystów jak Hendrix i Van Halen. Zapowiedział, że na najnowszym albumie będzie można usłyszeć muzykę elektroniczną, którą się zainspirował. Wzorował się na takich artystach muzyki elektronicznej jak: Ekkehard Ehlers, Peter Rehberg i Christian Fennesz. Jego zainteresowania ulegają bezustannym zmianom, wierzy, że bez tego straciłby całe zainteresowanie graniem na gitarze:

Zawsze czerpię inspiracje z innego typu muzyki i grywam sobie na gitarze do słuchanych płyt. Do każdego albumu podchodzę ze z góry powziętym pomysłem, jakie style chcę na nim połączyć (ang. I’m always drawing inspiration from different kinds of music and playing guitar along with records, and I go into each new album project with a preconceived idea of what styles I want to combine)

## Życie prywatne
Wieloletnią przyjaciółką Frusciante jest aktorka Milla Jovovich, z którą nigdy jednak nie łączył go romans. Według najbliższego otoczenia muzyka, Frusciante zdaje się bardziej cenić więzi ze swoimi przyjaciółmi niż związki z rodziną. Gitarzysta nie ma potomstwa. 31 lipca 2011 Frusciante zawarł związek małżeński z Nicole Turley. Cztery lata później para rozpoczęła sprawę rozwodową, która zakończyła się w 2017 roku. Dziewczyną Frusciante od 2020 roku jest Marcia Pinna. Oboje założyli markę Evar Records, w ramach której wydali nagranie EP Look Down, See Us autorstwa Johna, oraz singiel Marcii pod pseudonimem Aura T-09.
Muzyk posiada dwie rezydencje – w Nowym Jorku i Venice Beach (dom, w którym nagrywał album Niandra Lades and Usually Just a T-Shirt).

## Działalność charytatywna
Muzyk wspiera z Red Hot Chili Peppers działalność charytatywną. W latach 2000–2008 Red Hot Chili Peppers przekazali ćwierć swoich dochodów z koncertów na cele charytatywne. Frusciante wraz z zespołem wspiera fundację Unite The United Foundation dofinansowującą fanów i producentów muzyki rockowej. Formacja przekazała swój album Stadium Arcadium Box wraz ze swoimi podpisami na 19th Annual Rock N Roll Charity Auction w 2007 roku, by wspomóc bezdomne dzieci z Chicago.

## Instrumentarium

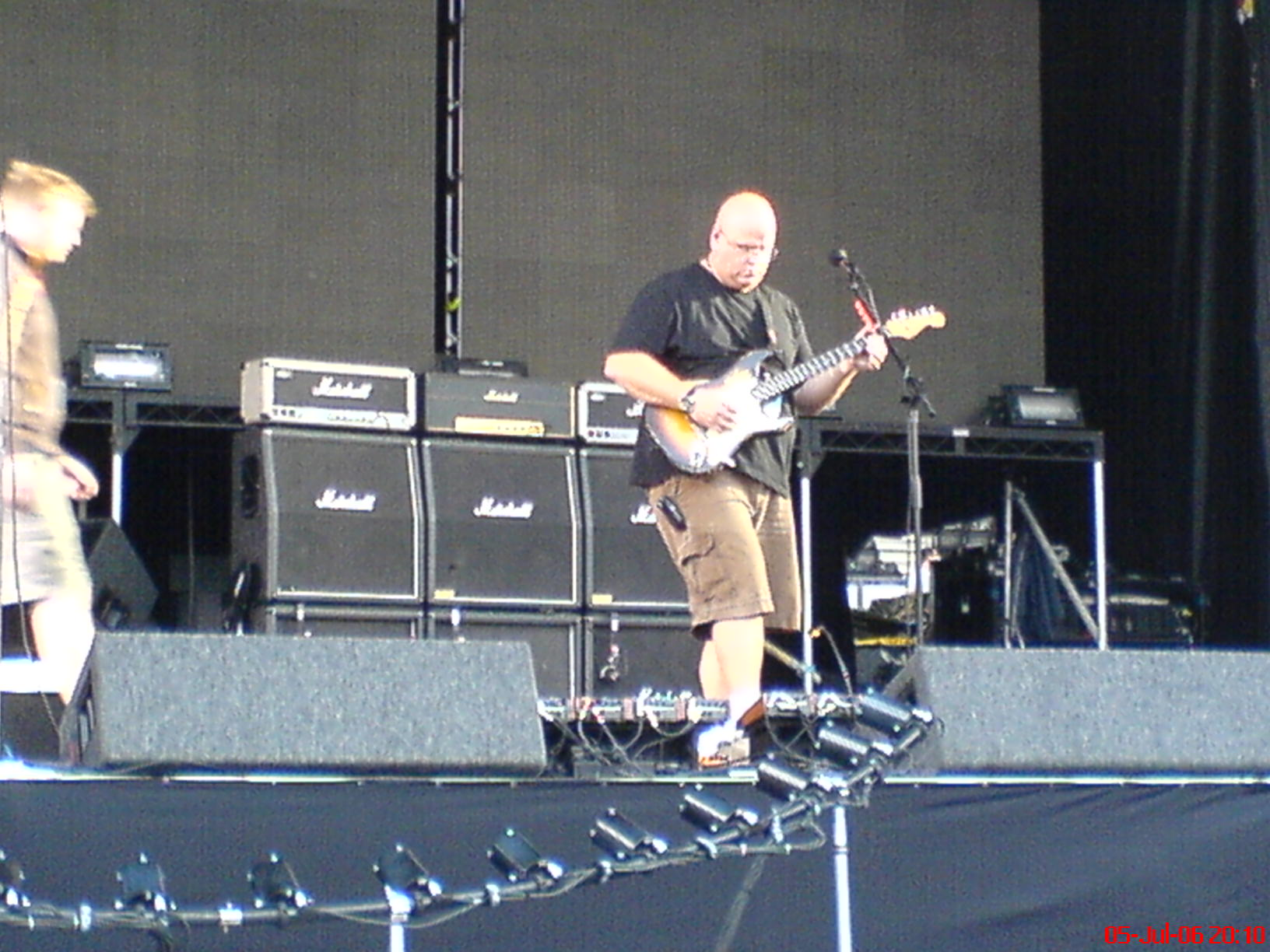
Manager techniczny Frusciantego odpowiedzialny za jego sprzęt testuje gitarę Fender Stratocaster przed koncertem Red Hot Chili Peppers 5 lipca 2006 w Leeds, w Anglii

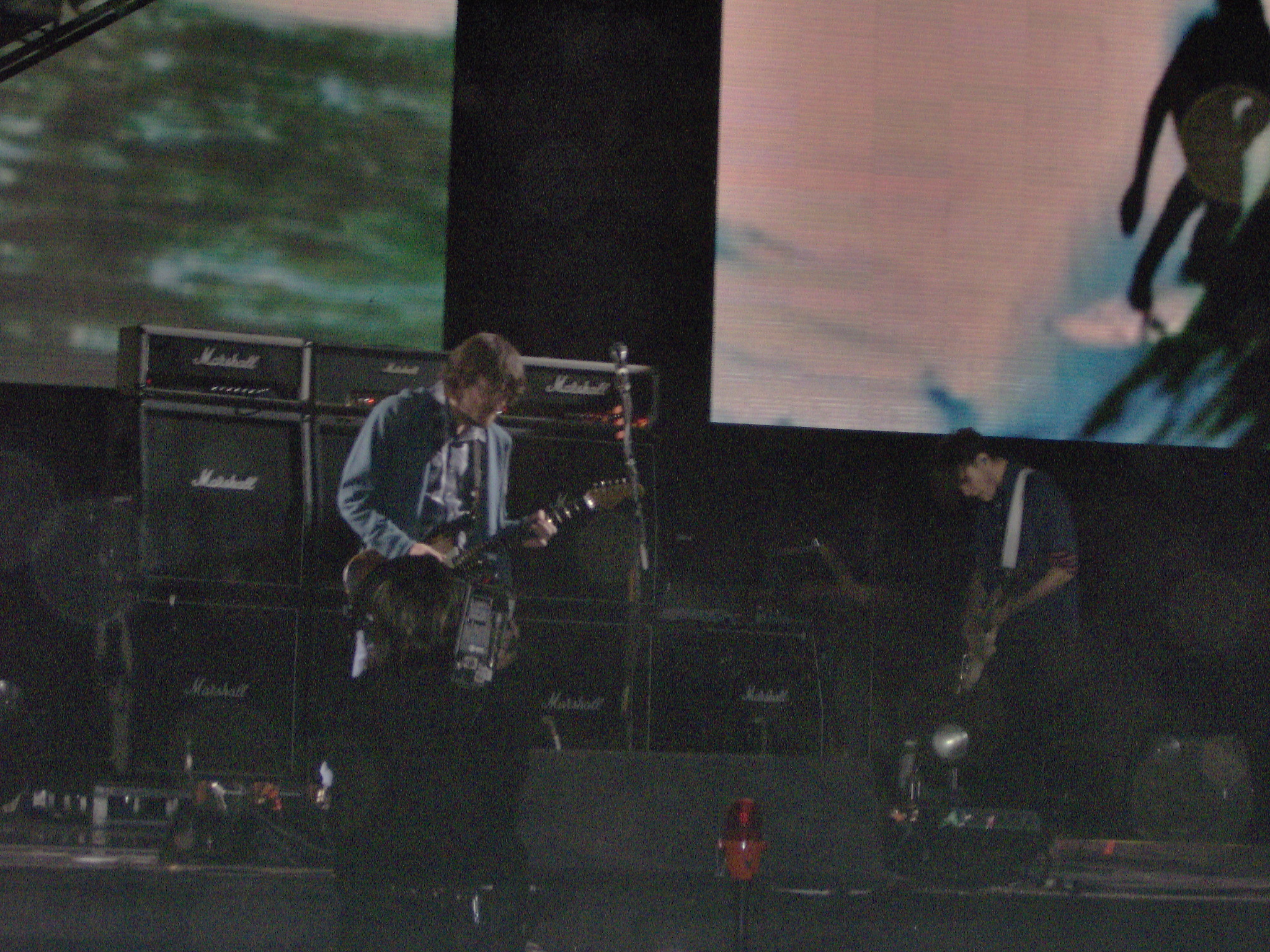
Frusciante i Josh Klinghoffer podczas koncertu w Leeds 25 sierpnia 2007 będącym częścią trasy koncertowej Red Hot Chili Peppers promującej album Stadium Arcadium

Menedżerem Frusciantego odpowiedzialnym za jego sprzęt jest Henry Trejo, zaś menedżerami odpowiedzialnymi za trasy koncertowe muzyka są Jon Pope i Louis Mathieu.

### Gitary
- '55 Fender Stratocaster[87]
- '57 Fender Stratocaster (dwukolorowy korpus i konstrukcja wykonana z drewna klonowego)[88]
- '61 Fender Stratocaster (białe wykończenie)[88](przekazany Zach'owi Irons'owi w prezencie)[89]
- '62 Fender Stratocaster (trzykolorowe wykończenie)[87]
- '65 Fender Telecaster (z firmowym znakiem „f”)[87]
- 70's Fender Stratocaster (czerwona)[88]
- 60's Fender Jaguar (używana głównie na nagraniach solowych)[88]
- '56 Gibson ES-335 (dwukolorowe wykończenie)[88]
- '61 Gibson SG (wiśniowe wykończenie[88])
- '69 Gibson Les Paul Custom Black Beauty[88]
- Ibanez RG250[90]
- Martin 0-15 (akustyczna)[91]
- '55 Gretsch White Falcon[92]

### Wzmacniacze
- Marshall Major 200W[93]
- Marshall Silver Jubilee (100 watów)[93]

### Kostki
- Orange Jim Dunlop Tortex 0.60mm picks[93]

### Struny
- D’Addario XL.10s-.046[94]

### Efekty, syntezatory
- BOSS CE-1 Chorus[93]
- BOSS DS-1 Distortion[93]
- BOSS DS-2 Turbo Distortion[88]
- 2x Digitech PDS-8000 Delay[93]
- Digitech Whammy[95]
- Electro-Harmonix Deluxe Electric Mistress Flanger[93]
- Electro-Harmonix Big Muff[93]
- Electro-Harmonix POG Polyphonic Octave Generator[88]
- Electro-Harmonix Holy Grail Reverb[88]
- Ibanez WH10 Wah[93]
- Line6 FM4 Filter Modeler[93]
- Line6 DL4 Delay Modeler[93]
- MXR Micro Amp[96]
- Moog MF-101 Low-Pass Filter[93]
- Moog MF-102 Ring Modulator[93]
- Moog MF-103 12-Stage Phaser[93]
- Moog MF-105 MURF[93]
- Moog MF-105B Bass MURF[93]
- Moog CP-251 Control Processor[93]
- Electro-Harmonix Microsynthesizer[88]

## Dyskografia

### Twórczość solowa
| Data wydania         | Tytuł                                    | Wytwórnia           |
| -------------------- | ---------------------------------------- | ------------------- |
| 8 marca 1994         | Niandra Lades and Usually Just a T-Shirt | American Recordings |
| 26 sierpnia 1997     | Smile from the Streets You Hold          | Birdman Records     |
| 13 lutego 2001       | To Record Only Water for Ten Days        | Warner Music Group  |
| 5 marca 2001         | Going Inside                             | Warner Music Group  |
| 24 lutego 2004       | Shadows Collide With People              | Warner Bros.        |
| 22 czerwca 2004      | The Will to Death                        | Record Collection   |
| 14 września 2004     | DC EP                                    | Record Collection   |
| 26 października 2004 | Inside of Emptiness                      | Record Collection   |
| 23 listopada 2004    | A Sphere in the Heart of Silence         | Record Collection   |
| 1 lutego 2005        | Curtains                                 | Record Collection   |
| 20 stycznia 2009     | The Empyrean                             | Record Collection   |
| 17 lipca 2012        | Letur-Lefr EP                            | Record Collection   |
| 12 września 2012     | PBX Funicular Intaglio Zone              | Record Collection   |
| 27 sierpnia 2013     | Outsides                                 | Record Collection   |
| 8 kwietnia 2014      | Enclosure                                | Record Collection   |
| 16 kwietnia 2016     | Foregrow EP                              | Acid Test           |

### Jako Trickfinger
| Data wydania    | Tytuł                                     | Wytwórnia             |
| --------------- | ----------------------------------------- | --------------------- |
| 30 lipca 2012   | Sect In Sgt                               | Neurotic Yell Records |
| 7 kwietnia 2015 | Trickfinger                               | Acid Test             |
| 8 września 2017 | Trickfinger II                            | Acid Test             |
| 29 marca 2020   | Look Down, See Us                         | Evar Records          |
| 5 czerwca 2020  | She Smiles Because She Presses the Button | Avenue 66 / Acid Test |

### Z Red Hot Chili Peppers
| Data wydania         | Tytuł                       | Wytwórnia            |
| -------------------- | --------------------------- | -------------------- |
| 16 sierpnia 1989     | Mother’s Milk               | EMI                  |
| 24 września 1991     | Blood Sugar Sex Magik       | Warner Bros. Records |
| 8 czerwca 1999       | Californication             | Warner Bros. Records |
| 9 lipca 2002         | By the Way                  | Warner Bros. Records |
| 28 maja 2006         | Stadium Arcadium            | Warner Bros. Records |
| 1 kwietnia 2022      | Unlimited Love              | Warner Bros. Records |
| 14 października 2022 | Return of the Dream Canteen | Warner Bros. Records |

### Współpraca z innymi artystami
Frusciante rozpoczął intensywną współpracę z innymi artystami po powrocie do Red Hot Chili Peppers w 1999 roku, gdy definitywnie zaprzestał zażywania narkotyków. Oprócz długotrwałej współpracy z RHCP, muzyk związał się z Joe Lally i Joshem Klinghofferem formując zespół Ataxia oraz z Omarem Rodríguezem-Lópezem i formacją The Mars Volta. Współpracował z takimi gwiazdami jak David Bowie (będącym idolem Frusciante) i Johnny Cash, wydając z tym ostatnim album Unearthed na dwa miesiące po jego śmierci.
| Data wydania         | Artysta                            | Tytuł albumu                      |
| -------------------- | ---------------------------------- | --------------------------------- |
| 1988                 | Kristen Vigard                     | Kristen Vigard                    |
| 23 lutego 1999       | Banyan                             | Anytime At All                    |
| 21 września 1999     | The Bicycle Thief                  | You Come and Go Like a Pop Song   |
| 9 listopada 1999     | Perry Farrell                      | Rev                               |
| 21 marca 2000        | Fishbone                           | The Psychotic Friends Nuttwerx    |
| 2 lipca 2001         | Tricky                             | Blowback                          |
| 17 września 2001     | Macy Gray                          | The ID                            |
| 5 listopada 2002     | Johnny Cash                        | American IV: The Man Comes Around |
| 15 kwietnia 2003     | Ziggy Marley                       | Dragonfly                         |
| 25 listopada 2003    | Johnny Cash                        | Unearthed                         |
| 2 września 2003      | David Bowie i Maynard James Keenan | soundtrack do filmu Underworld    |
| 9 czerwca 2006       | Glenn Hughes                       | Music for the Divine              |
| 29 maja 2007         | Omar Rodríguez-López               | Se Dice Bisonte, No Bùfalo        |
| 29 maja 2007         | Perry Farrell’s Satellite Party    | Ultra Payloaded                   |
| 22 października 2007 | David Gahan                        | Hourglass                         |
| 11 grudnia 2007      | Wu-Tang Clan                       | 8 Diagrams                        |
| 5 lutego 2008        | Taylor Dayne                       | Satisfied                         |
| 24 czerwca 2008      | Bobby Digital                      | Digi Snacks                       |

## Nagrody i wyróżnienia

### W karierze solowej
| Rok  | Magazyn       | Tytuł                                                           |
| ---- | ------------- | --------------------------------------------------------------- |
| 2003 | Rolling Stone | 18. miejsce na liście 100 najlepszych gitarzystów wszech czasów |

### Z Red Hot Chili Peppers
| Rok  | Nagroda lub wyróżnienie                        | Uzasadnienie                                                                 |
| ---- | ---------------------------------------------- | ---------------------------------------------------------------------------- |
| 2000 | MuchMusic Video Awards (MMVA)                  | Najlepsze wideo muzyczne                                                     |
| 2000 | Billboard Music Awards                         | Najlepsza Grupa Alternatywna                                                 |
| 2000 | American Music Awards                          | Najbardziej ulubiony artysta alternatywny                                    |
| 2002 | MTV Video Music Awards Latin America           | Najlepszy międzynarodowy artysta rockowy                                     |
| 2002 | Meteor Music Awards                            | Najlepszy występ                                                             |
| 2003 | Meteor Ireland Music Awards                    | Najlepszy występ live (Lansdowne Road)                                       |
| 2003 | Meteor Ireland Music Awards                    | Najlepszy album (By the Way)                                                 |
| 2003 | MTV Video Music Awards Japan                   | Najlepsze rockowe wideo                                                      |
| 2003 | Japan Gold Disc Awards                         | Najlepszy rockowy album (By The Way)                                         |
| 2003 | BRIT Awards                                    | Najlepszy zespół                                                             |
| 2003 | ECHO Awards                                    | Najlepszy zespół                                                             |
| 2003 | Hungarian Music Awards                         | Najlepszy album rockowy (By The Way)                                         |
| 2003 | Kerrang! Awards                                | Najlepsi autorzy piosenek                                                    |
| 2004 | California Music Awards                        | Najbardziej ulubiony zespół z Kalifornii                                     |
| 2004 | Q Awards                                       | Zjawisko roku                                                                |
| 2004 | Japan Gold Disc Awards                         | Najlepszy alternatywny album roku (Greatest Hits)                            |
| 2004 | Meteor Ireland Music Awards                    | Najlepszy występ live (Slane Castle)                                         |
| 2006 | Chainsaw Awards                                | Wideo („Dani California”)                                                    |
| 2006 | American Music Awards                          | Najbardziej ulubiony zespół                                                  |
| 2006 | American Music Awards                          | Najbardziej ulubiony artysta alternatywny                                    |
| 2006 | U Choose 40 (NZ)                               | Ulubiona piosenka w Nowej Zelandii („Under the Bridge”)                      |
| 2007 | U Choose 40 (NZ)                               | Najlepszy zespół na Big Day Out („Give It Away”)                             |
| 2007 | ECHO Awards                                    | Najlepszy zespół                                                             |
| 2007 | MTV Australia Video Music Awards               | Najlepszy zespół                                                             |
| 2007 | MTV VMA Japan                                  | Najlepsze wyreżyserowanie teledysku („Dani California”)                      |
| 2007 | U Choose 40 (NZ)                               | Take Me Back To The 90's (NZ) Song (Under The Bridge)                        |
| 2007 | MTV Video Music Brasil                         | Najlepszy artysta                                                            |
| 2007 | Hungarian Music Awards                         | Album rockowy roku (Stadium Arcadium)                                        |
| 2007 | Japan Gold Disc Awards                         | Piosenka roku (najczęściej pobierana piosenka z Internetu) (Dani California) |
| 2007 | Japan Gold Disc Awards                         | Najczęściej pobierane piosenki z Internetu (Dani California)                 |
| 2007 | Japan Gold Disc Awards                         | Album roku (Stadium Arcadium)                                                |
| 2007 | Polish Frederic Chopin and Platinum Disc Award | Za album Stadium Arcadium                                                    |
| 2008 | Hollywood Walk of Fame                         | Gwiazda 2008                                                                 |